# Way Down in the Rust Bucket
《Way Down in the Rust Bucket》은 2021년 2월 26일에 발매될 캐나다의 록 음악 가수 닐 영과 그의 밴드 크레이지 호스의 라이브 음반이자 콘서트 영화이다.

## 배경과 발매
이 라이브 음반은 1990년 11월 13일 밴드가 당시에 발매할 예정이었던 《Ragged Glory》의 투어를 도는 중 캘리포니아주 샌타브루즈의 더 카탈리스트에서 공연한 것을 녹음 및 촬영한 것이다. 영은 2020년 1월 1일 자신의 사이트에 《Greendale Live》와 함께 발매할 예정으로 발표하였는데, 이 음반은 이후 크레이지 호스가 같이 나온 2003년 록 오페라 《Return to Greendale》이 재입고되어 2020년 10월 16일 발매될 예정이었다가 이듬해 1월 15일 이후로, 그리고 2월 26일로 연기되었다. 영은 또한 이전 이 쇼의 모든 콘서트 영상을 모두 기록 보관용 웹사이트에 일부를 보여주었다.

## 트랙 리스트
세트 1
1. "Country Home"
2. "Surfer Joe and Mo"
3. "Love to Burn"
4. "Days That Used to Be"
5. "Bite the Bullet"
6. "Cinnamon Girl"

세트 2
1. "Farmer John"
2. "Cowgirl in the Sand" (비닐 LP에는 존재하지 않음)
3. "Over and Over"
4. "Danger Bird"
5. "Don't Cry No Tears"
6. "Sedan Delivery"
7. "Roll Another Number"
8. "Fuckin' Up"

세트 3
1. "T-Bone"
2. "Homegrown"
3. "Mansion on the Hill"
4. "Like a Hurricane"
5. "Love and Only Love"

세트 4
1. "Cortez the Killer"

## 크레딧
- 랄프 모리나 - 드럼, 보컬
- 프랭크 샘페드로 - 기타, 키보드, 맨돌린, 보컬
- 빌리 탈봇 - 베이스 기타, 보컬
- 닐 영 - 기타, 보컬